# Allium massaessylum
Allium massaessylum — вид трав'янистих рослин родини амарилісові (Amaryllidaceae), поширений у Португалії, Іспанії, Марокко, Алжирі (?).

## Опис
Цибулини 10–19 × 10–16 мм, від яйцеподібних до субсферичних, одиночні, іноді з 1–10 цибулинами 3.6–9.3 × 3.4–8.7 мм. Стебло 24–37 см, має круглий переріз. Листків 1–2(3), голі, без черешка; пластина (14.5)17–20(27.5) × (0.30)0.37–0.50(0.62) см, лінійно-ланцетна. Суцвіття 21–40 × 37–57 мм, півсферичні, нещільні, 7–15 дзвінчастих квіток, без цибулинок. Листочки оцвітини тупі чи гострі, білі з рожевою серединною жилкою. Насіння чорне. 2n = 14.

## Поширення
Поширений у Португалії, Іспанії, Марокко, Алжирі (?).
Зростає в занедбаних полях, чагарниках, посушливих районах, та на галявинах у соснових і дубових лісах низької щільності. Також трапляється на вологих луках, луках і на берегах річок.

## Загрози й охорона
Немає значних загроз для цього виду. Вид зростає в межах декількох заповідних територій.